# Baqí ibn Màkhlad
Abu-Abd-ar-Rahman Baqí ibn Màkhlad o, més senzillament, Baqí ibn Màkhlad (817-889) fou un exegeta cordovès, segurament d'origen cristià.
Va viatjar per Orient i al seu retorn va manifestar gran independència en les seves doctrines (basades en el xafiisme). Això va provocar l'oposició dels caps maliquites que el condemnaren a mort acusat d'heretgia. Fou salvat, però, per la intervenció de l'emir omeia de Còrdova Muhàmmad I, que li va garantir el dret de difondre lliurement la seva doctrina.
Va escriure un comentari (tafsir) de l'Alcorà i un diccionari (musnad) de tradicions.